# Хонда в Формулі-1
Японський виробник автомобілів Honda брав участь у Формулі-1 як виробник двигунів і в якості команди протягом різних періодів з 1964 року. Участь Honda у Формулі-1 почалася з сезону 1964 року, а в 1965 році вони здобули свою першу перемогу на Гран-прі Мексики. Після подальшого успіху з Джоном Сертісом, Honda відмовилася від участі в кінці сезону 1968 року через труднощі з продажем дорожніх автомобілів у Сполучених Штатах і смертельну аварію пілота Honda Джо Шлессера.
Honda повернулася в 1983 році як виробник двигунів, що поклало початок дуже успішному періоду для компанії. Після перемог у гонках у 1984 та 1985 роках, Honda виграла усі кубки конструкторів між 1986 та 1991 роками з Williams та McLaren, а також перемоги в особистому заліку пілотів щороку з 1987 по 1991 роки з Нельсон Піке, Айртоном Сенною та Аленом Простом. Honda покинула Формулу-1 наприкінці 1992 року після того, як досягла своїх цілей і постраждала від японської фінансової бульбашки.
Honda знову повернулася у 2000 році, як постачальник двигунів для British American Racing (BAR). BAR-Honda посіла друге місце в Чемпіонаті серед конструкторів у 2004 році, а наприкінці 2005 року Honda викупила команду BAR, яка була перейменована в Honda на сезон 2006 року. У 2006 році команда здобула перемогу з Дженсоном Баттоном на Гран-прі Угорщини. Після певних успіхів у 2007 і 2008 роках, у грудні 2008 року Honda оголосила, що вони покинуть Формулу-1 через світову фінансову кризу.
У 2015 році Honda повернулася в спорт в якості постачальник силових агрегатів для McLaren. Перші ітерації силових агрегатів Honda виявилися неконкурентоспроможними, і через три роки McLaren і Honda припинили партнерство. Toro Rosso погодилася використовувати двигуни Honda для сезону 2018 року і після того, як Honda продемонструвала швидкий розвиток двигунів, Red Bull Racing також погодилася використовувати двигуни Honda для сезону 2019 року. Honda здобула свою першу перемогу в гібридній ері на Гран-прі Австрії 2019 року, після чого послідували численні перемоги обох команд. Кульмінацією програми став сезон 2021 року, коли пілот Red Bull Racing, Макс Ферстаппен, виграв Чемпіонат світу. Компанія офіційно вийшла з серії після 2021 року, щоб зосередити свої ресурси на технологіях з нейтральним викидом вуглецю, хоча було досягнуто домовленості про продовження постачання для команд Red Bull до кінця 2025 року.
У травні 2023 року Honda оголосила, що у 2026 році розпочне виробниче партнерство з командою Aston Martin. Партнерство означає, що команда отримає повну фабричну підтримку від Honda, включаючи безкоштовні індивідуально розроблені силові установки, спеціально призначені для їхніх шасі.

## Статистика

### Результати шасі
(курсивом виділено учасників, що виступали на клієнтських шасі)
| Рік                                             | Назва                             | Шасі              | Двигун                                      | Шини | №       | Пілот                              | Очки | Місце |
| ----------------------------------------------- | --------------------------------- | ----------------- | ------------------------------------------- | ---- | ------- | ---------------------------------- | ---- | ----- |
| 1964                                            | Honda R & D Company               | RA271             | RA271E 1.5 V12                              | D    |         | Ронні Бакнум                       | 0    | —     |
| 1965                                            | Honda R & D Company               | RA272             | RA272E 1.5 V12                              | G    |         | Ронні Бакнум Річі Гінтер           | 11   | 6     |
| 1966                                            | Honda R & D Company               | RA273             | RA273E 3.0 V12                              | G    |         | Ронні Бакнум Річі Гінтер           | 3    | 8     |
| 1967                                            | Honda R & D Company               | RA273 RA300       | RA273E 3.0 V12                              | F    |         | Джон Сертіс                        | 20   | 4     |
| 1968                                            | Honda R & D Company               | RA300 RA301 RA302 | RA273E 3.0 V12 RA301E 3.0 V12 RA302E 3.0 V8 | F G  |         | Девід Гоббс Жо Шлессер Джон Сертіс | 14   | 6     |
| 1968                                            | Joakim Bonnier Racing Team        | RA301             | RA301E 3.0 V12                              | G    |         | Йо Бонніер                         | 14   | 6     |
| 1969 – 2005: Honda не виступала як конструктор. |                                   |                   |                                             |      |         |                                    |      |       |
| 2006                                            | Lucky Strike Honda Racing F1 Team | RA106             | RA806E 2.4 V8                               | M    | 11. 12. | Рубенс Баррікелло Дженсон Баттон   | 86   | 4     |
| 2007                                            | Honda Racing F1 Team              | RA107             | RA807E 2.4 V8                               | B    | 7. 8.   | Дженсон Баттон Рубенс Баррікелло   | 6    | 8     |
| 2008                                            | Honda Racing F1 Team              | RA108             | RA808E 2.4 V8                               | B    | 16. 17. | Дженсон Баттон Рубенс Баррікелло   | 14   | 9     |

### Результати двигунів

#### Чемпіони
| Пілот           | Сезон(и)        | К-сть |
| --------------- | --------------- | ----- |
| Нельсон Піке    | 1987            | 1     |
| Айртон Сенна    | 1988, 1990–1991 | 3     |
| Ален Прост      | 1989            | 1     |
| Макс Ферстаппен | 2021            | 1     |

Примітка: Таблиця включає лише двигуни, які використовувалися під назвою "Honda":

* Макс Ферстаппен здобув чемпіонство 2022 року з двигуном Honda, що використовувався під назвою RBPT

* Макс Ферстаппен здобув чемпіонство 2023 року з двигуном Honda RBPT

#### Кубки конструкторів
| Конструктор    | Сезон(и)  | К-сть |
| -------------- | --------- | ----- |
| Williams-Honda | 1986–1987 | 2     |
| McLaren-Honda  | 1988–1991 | 4     |

Примітка: Таблиця включає лише двигуни, які використовувалися під назвою "Honda":

* Red Bull Racing-RBPT здобули Кубок конструкторів 2022 року з двигуном Honda, що використовувався під назвою RBPT

* Red Bull Racing-Honda RBPT здобули Кубок конструкторів 2023 року з двигуном Honda RBPT

#### Результати в Гран-прі
| Конструктор | Сезон(и)             | Перемоги | Перша перемога         | Остання перемога        | Поули | Перший поул              | Останній поул            |
| ----------- | -------------------- | -------- | ---------------------- | ----------------------- | ----- | ------------------------ | ------------------------ |
| Honda       | 1964–1968, 2006–2008 | 3        | Гран-прі Мексики 1965  | Гран-прі Угорщини 2006  | 2     | Гран-прі Італії 1968     | Гран-прі Австралії 2006  |
| Spirit      | 1983                 | 0        | —                      | —                       | 0     | —                        | —                        |
| Williams    | 1983–1987            | 23       | Гран-прі Далласа 1984  | Гран-прі Мексики 1987   | 19    | Гран-прі Франції 1985    | Гран-прі Мексики 1987    |
| Lotus       | 1987–1988            | 2        | Гран-прі Монако 1987   | Гран-прі Детройта 1987  | 1     | Гран-прі Сан-Марино 1987 | Гран-прі Сан-Марино 1987 |
| McLaren     | 1988–1992, 2015–2017 | 44       | Гран-прі Бразилії 1988 | Гран-прі Австралії 1992 | 53    | Гран-прі Бразилії 1988   | Гран-прі Канади 1992     |
| Tyrrell     | 1991                 | 0        | —                      | —                       | 0     | —                        | —                        |
| BAR         | 2000–2005            | 0        | —                      | —                       | 2     | Гран-прі Сан-Марино 2004 | Гран-прі Канади 2005     |
| Jordan      | 2001–2002            | 0        | —                      | —                       | 0     | —                        | —                        |
| Super Aguri | 2006–2008            | 0        | —                      | —                       | 0     | —                        | —                        |
| Toro Rosso  | 2018–2019            | 0        | —                      | —                       | 0     | —                        | —                        |
| Red Bull    | 2019–2021            | 16       | Гран-прі Австрії 2019  | Гран-прі Абу-Дабі 2021  | 13    | Гран-прі Угорщини 2019   | Гран-прі Абу-Дабі 2021   |
| AlphaTauri  | 2020–2021            | 1        | Гран-прі Італії 2020   | Гран-прі Італії 2020    | 0     | —                        | —                        |
| Загалом     | 1964–2021            | 89       | Гран-прі Мексики 1965  | Гран-прі Абу-Дабі 2021  | 90    | Гран-прі Італії 1968     | Гран-прі Абу-Дабі 2021   |

Примітка: Ця таблиця включає лише двигуни, які використовувалися під назвою "Honda"; вона не включає двигуни Mugen Honda 1992–2000 років, RBPT 2022 року (які були перейменованими двигунами Honda), а також Honda RBPT 2023–2025 років.